# Comté de Multnomah
Le comté de Multnomah (anglais : Multnomah County) est un comté situé dans le nord-ouest de l'État de l'Oregon aux États-Unis. Il est nommé en l'honneur du peuple Multnomah (de la nation Chinook), qui sont mentionnés dans les journaux des explorateurs Lewis et Clark. Le siège du comté est Portland, la plus grande ville de l'État. Selon le recensement de 2023, sa population est de 789 698 habitants. Multnomah est ainsi le comté le plus peuplé de l'Oregon.

## Géographie
Le comté a une superficie de 1 206 km2, dont 1 127 km2 de terres.

### Comtés adjacents
- Comté de Clark, Washington (nord)
- Comté de Skamania, Washington (nord-est)
- Comté de Hood River (est)
- Comté de Clackamas (sud)
- Comté de Washington (ouest)
- Comté de Columbia (nord-ouest)